# Liste der Biografien/Schae
Liste der Biografien |
Portal Biografien |
Personensuche
# |
A |
B |
C |
D |
E |
F |
G |
H |
I |
J |
K |
L |
M |
N |
O |
P |
Q |
R |
S |
T |
U |
V |
W |
X |
Y |
Z |
?
 
Sa |
Sb |
Sc |
Sd |
Se |
Sf |
Sg |
Sh |
Si |
Sj |
Sk |
Sl |
Sm |
Sn |
So |
Sp |
Sq |
Sr |
Ss |
St |
Su |
Sv |
Sw |
Sy |
Sz
 
Sca–Sce |
Sch |
Sci–Scz
 
Scha |
Schc |
Schd |
Sche |
Schg |
Schi |
Schj |
Schk |
Schl |
Schm |
Schn |
Scho |
Schp |
Schr |
Schs |
Scht |
Schu |
Schv |
Schw |
Schy
 
Schaa |
Schab |
Schac |
Schad |
Schae |
Schaf |
Schag |
Schah |
Schai |
Schaj |
Schak |
Schal |
Scham |
Schan |
Schap |
Schaq |
Schar |
Schas |
Schat |
Schau |
Schav |
Schaw |
Schax |
Schay |
Schaz
Die Liste der Biografien führt alle Personen auf, die in der deutschsprachigen Wikipedia einen Artikel haben. Dieses ist eine Teilliste mit 261 Einträgen von Personen, deren Namen mit den Buchstaben „Schae“ beginnt.

## Schae

### Schaeb
- Schaeben, Holger (* 1958), deutscher Autor
- Schaeberle, John Martin (1853–1924), deutsch-amerikanischer Astronom

### Schaec
- Schaech, Johnathon (* 1969), US-amerikanischer SchauspielerJohnathon Schaech (* 1969)

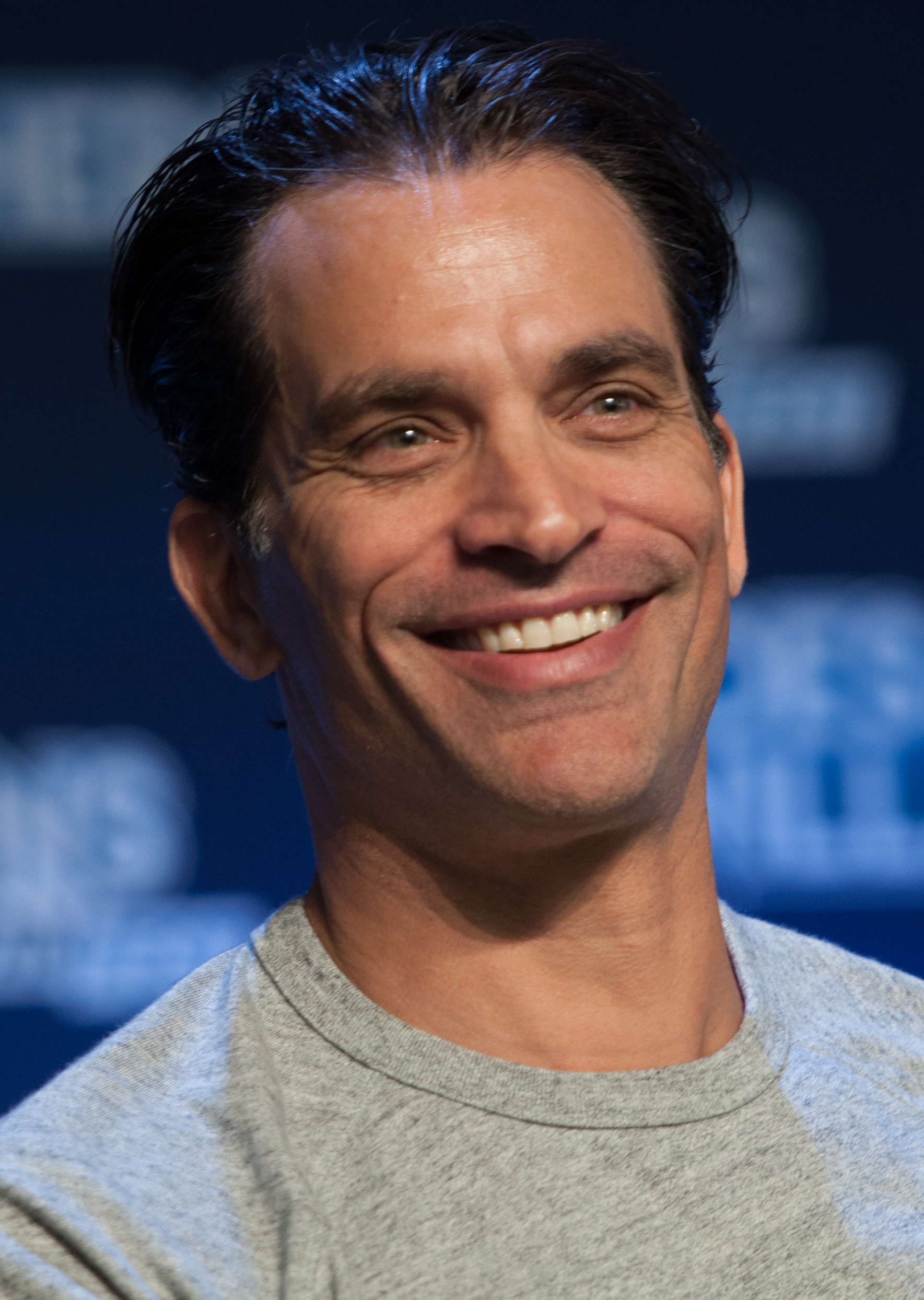
Johnathon Schaech (* 1969)

- Schaechter, Mordkhe (1927–2007), rumänisch-US-amerikanischer Linguist des Jiddischen
- Schaechter-Gottesman, Beyle (1920–2013), austroamerikanische jiddische Dichterin und Songschreiberin
- Schaechterle, Karl (1879–1971), deutscher Bauingenieur und Brückenbauer
- Schaechterle, Otto (1883–1961), deutscher Kaufmann

### Schaed
- Schaede, Adalbert (1913–2001), deutscher Kardiologe
- Schaede, Bernhard (1855–1943), deutscher Architekt
- Schaede, Stephan (* 1963), deutscher evangelisch-lutherischer Theologe, Regionalbischof
- Schaedel, Albin (1905–1999), deutscher Glaskünstler
- Schaeder, Burkhard (1938–2010), deutscher Germanist
- Schaeder, Erich (1861–1936), evangelischer Theologe
- Schaeder, Grete (1903–1990), deutsche Germanistin und Privatgelehrte
- Schaeder, Hans Heinrich (1896–1957), deutscher Orientalist und Ägyptologe
- Schaeder, Hildegard (1902–1984), deutsche Kirchenhistorikerin
- Schaeder, Laura (* 1993), deutsche Tennisspielerin
- Schaeder, Reinhard (1905–1980), deutscher Wirtschaftswissenschaftler
- Schaedler, Adolf (1893–1983), Schweizer Flugpionier, Flugzeugkonstrukteur und Ingenieur
- Schaedler, Erich (1949–1985), schottischer Fußballspieler
- Schaedler, Johann Georg (1777–1866), deutscher Maler und Radierer
- Schaedler, Luc (* 1963), Schweizer Anthropologe, Filmproduzent, -regisseur und Kameramann
- Schaedler, Otto (1898–1965), Liechtensteiner Landtagsabgeordneter und Arzt
- Schaedlich, Johannes (* 1957), deutscher Jazz-Bassist und Komponist
- Schaedrich, Charlotte (* 1896), deutsche Schauspielerin, Konzert- und Operettensängerin im Fach Sopran
- Schaedtler, Heinrich (1781–1820), deutscher Archivar, Büchersammler, Genealoge und Heraldiker; entwarf unter anderem das hannoversche Staatssiegel
- Schaedtler, Hermann (1857–1931), deutscher Architekt

### Schaef
- Schaef, Anne Wilson (1934–2020), US-amerikanische Frauenrechtlerin, Psychotherapeutin und Autorin
- Schaefer, A. T. (* 1944), deutscher Fotograf
- Schaefer, Alfred (1907–1999), deutscher Schriftsteller im Bereich der politischen Philosophie
- Schaefer, Aloys (1911–1999), deutscher Verwaltungsjurist und Politiker (CDU)
- Schaefer, Armin (* 1966), deutscher Musiker
- Schaefer, Arnold (1819–1883), deutscher Althistoriker
- Schaefer, Barbara (* 1961), deutsche Journalistin und Autorin
- Schaefer, Beate (* 1961), deutsche Schriftstellerin
- Schaefer, Benjamin (* 1981), deutscher Jazzpianist, Komponist und Musikpädagoge
- Schaefer, Brandon (* 1980), US-amerikanischer Pokerspieler
- Schaefer, Bruno Louis (1860–1945), deutscher Rechtsanwalt und Politiker
- Schaefer, Camillo (* 1943), österreichischer Schriftsteller
- Schaefer, Carl (1876–1954), deutscher Fagottist
- Schaefer, Carl (1887–1970), deutscher Arzt, Unternehmer und Politiker (FDP/DVP), MdL
- Schaefer, Carl-Anton (1890–1974), deutscher Politiker (GB/BHE, CDU), MdL
- Schaefer, Carsten (* 1960), deutscher Moderator
- Schaefer, Christina, deutsche Romanistin
- Schaefer, Christina, deutsche Wirtschaftswissenschaftlerin
- Schaefer, Claude (1913–2010), deutsch-französischer Kunsthistoriker
- Schaefer, Clemens (1878–1968), deutscher Physiker
- Schaefer, Corinna, deutsche Gesundheitswissenschaftlerin
- Schaefer, Dallas, US-amerikanischer Schauspieler
- Schaefer, Daniel (1936–2006), US-amerikanischer PolitikerDaniel Schaefer (1936–2006)

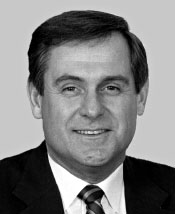
Daniel Schaefer (1936–2006)

- Schaefer, Dominique (* 1999), peruanische Tennisspielerin
- Schaefer, Earl S. (1926–2016), US-amerikanischer Psychologe
- Schaefer, Eckhard (1936–2023), deutscher Baptistenpastor, Direktor des Bundes Evangelisch-Freikirchlicher Gemeinden
- Schaefer, Edmund (1880–1959), deutscher Graphiker, Maler, Hochschullehrer
- Schaefer, Edwin M. (1887–1950), US-amerikanischer Politiker
- Schaefer, Egmont (1908–2004), deutscher Maler und Zeichner
- Schaefer, Elisabeth (* 1537), Opfer der Hexenverfolgung in Borchen
- Schaefer, Emile (* 1971), deutscher Eishockeyspieler
- Schaefer, Eric (* 1976), deutscher Jazzschlagzeuger
- Schaefer, Ernst (* 1885), deutscher Landwirt und Politiker (GB/BHE), MdL
- Schaefer, Frank (* 1963), deutscher Fußballtrainer
- Schaefer, Frederick (1817–1897), deutschamerikanischer Brauer und Gründer der F. M. Schaefer Brewery
- Schaefer, Friedrich Hans (1908–1998), deutscher Schneidermeister, Lehrer und niederdeutscher Schriftsteller
- Schaefer, Fritz (* 1997), deutscher Moderator und Autor
- Schaefer, Georg (1926–1990), deutsch-amerikanischer Maler und Buchautor
- Schaefer, George (1920–1997), US-amerikanischer Regisseur
- Schaefer, Gert (1955–2014), deutscher Schauspieler
- Schaefer, Gert Karl (1920–1996), deutscher Schauspieler
- Schaefer, Günther (1954–2023), deutscher Maler und Fotograf
- Schaefer, Gustav (* 1863), deutscher Landwirt und Politiker (DNVP), MdL
- Schaefer, Hal (1925–2012), US-amerikanischer Jazzpianist und Filmkomponist
- Schaefer, Hanns (1903–1964), deutscher Kunstmaler und Dichter
- Schaefer, Hans (1906–1961), deutscher Althistoriker und Hochschullehrer
- Schaefer, Hans (1906–2000), deutscher Mediziner und Mitbegründer der Max-Planck-Gesellschaft
- Schaefer, Hans-Eckhardt (* 1939), deutscher Physiker und Hochschullehrer
- Schaefer, Hansjürgen (1930–1999), deutscher Musikwissenschaftler und -kritiker
- Schaefer, Hartmut (* 1944), deutscher Musikwissenschaftler und Musikbibliothekar
- Schaefer, Heike (* 1957), deutsche Bildhauerin
- Schaefer, Heinrich (* 1851), deutscher Pädagoge, Schuldirektor und Schulrat sowie Schulbuchautor
- Schaefer, Heinrich (1889–1943), deutscher Schriftsteller
- Schaefer, Heinrich Wilhelm (1835–1892), deutscher Klassischer Philologe und Gymnasiallehrer
- Schaefer, Helmut (1926–2006), deutscher Ingenieur und Hochschullehrer
- Schaefer, Helmut H. (1925–2005), deutscher Mathematiker
- Schaefer, Henrik (* 1968), deutscher Dirigent
- Schaefer, Henry F. (* 1944), US-amerikanischer theoretischer Chemiker
- Schaefer, Hermann (* 1815), deutscher Genre-, Historien- und Porträtmaler sowie Zeichner und Lithograf der Düsseldorfer Schule
- Schaefer, Hermann (1847–1932), pfälzischer Heimatdichter
- Schaefer, Hermann (1848–1932), deutscher Verwaltungsbeamter, Amtmann und Oberbürgermeister der Stadt Herne
- Schaefer, Hermann (1907–1969), deutscher Angewandter Mathematiker, Ingenieurwissenschaftler und Hochschullehrer
- Schaefer, Jack (1907–1991), US-amerikanischer Journalist und Schriftsteller mit deutschen Wurzeln
- Schaefer, Jacob junior (1894–1975), US-amerikanischer Karambolagespieler deutscher Abstammung
- Schaefer, Jacob senior (1855–1910), US-amerikanischer Karambolagespieler
- Schaefer, Jakob (1890–1971), deutscher Politiker der KPD, Landtagsabgeordneter im Volksstaat Hessen
- Schaefer, Jan (1940–1994), niederländischer Politiker
- Schaefer, Jan Philipp (* 1977), deutscher Rechtswissenschaftler und Hochschullehrer
- Schaefer, Joachim (* 1961), deutscher römisch-katholischer Theologe, Pädagoge und freier Journalist
- Schaefer, Jobst (* 1912), deutscher Politiker (DP, CDU), MdL
- Schaefer, Johann Georg (1823–1908), deutscher Kunsthistoriker, Erzieher und Pädagoge
- Schaefer, Johann Wilhelm (1809–1880), deutscher Germanist und Literaturwissenschaftler
- Schaefer, Johannes (* 1963), deutscher Sänger, Schauspieler, Sprecher, Regisseur und Gesangslehrer
- Schaefer, Jörg (* 1959), deutscher Leichtathlet
- Schaefer, Julia (* 1996), deutsche Volleyballspielerin
- Schaefer, Karl, US-amerikanischer Fernsehproduzent und Drehbuchautor
- Schaefer, Karl (1849–1932), deutscher Winzer und pfälzischer Weingutsbesitzer
- Schaefer, Karl (1870–1942), deutscher Kunsthistoriker und Museumsdirektor
- Schaefer, Karl Erich (1905–1982), deutscher Maler und Grafiker
- Schaefer, Kaspar (1936–1997), deutscher Flötist, Cembalist und Konzertagent
- Schaefer, Konrad (1915–1991), deutscher Maler und Graphiker
- Schaefer, Kurt (1922–2020), österreichischer Unterwasser-Archäologe und Autor
- Schaefer, Lara-Marie (* 2006), deutsche Volleyballspielerin
- Schaefer, Leopold (1884–1952), deutscher Jurist, Ministerialbeamter und Fachautor
- Schaefer, Maike (* 1971), deutsche Politikerin (Bündnis 90/Die Grünen), MdBB
- Schaefer, Malte (* 1970), deutscher Solobratscher und Sänger
- Schaefer, Manfred (1943–2023), australischer Fußballspieler und -trainer
- Schaefer, Marc (1934–2024), französischer Organist und Organologe
- Schaefer, Marc (* 1961), luxemburgischer Politiker
- Schaefer, Marion (* 1950), deutsche Apothekerin und Hochschullehrerin
- Schaefer, Martin (* 1974), deutscher Kommunalpolitiker (CDU), Bezirksbürgermeister von Berlin-Lichtenberg
- Schaefer, Matthias (1942–2021), deutscher Zoologe und Ökologe
- Schaefer, Michael (* 1949), deutscher DiplomatMichael Schaefer (* 1949)

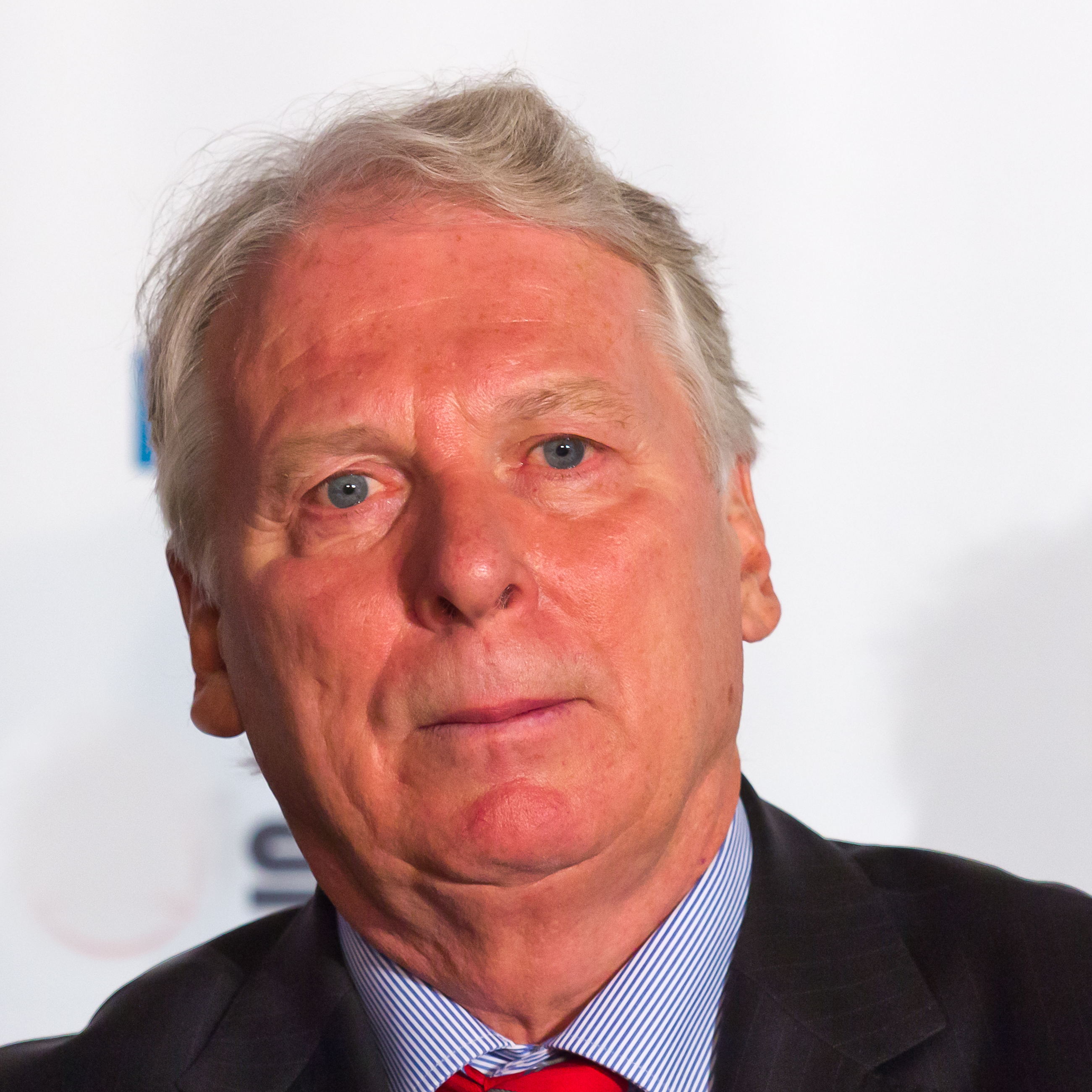
Michael Schaefer (* 1949)

- Schaefer, Michael, deutscher Filmproduzent
- Schaefer, Michael (* 1976), deutscher Autor
- Schaefer, Nolan (* 1980), schweizerisch-kanadischer Eishockeytorwart
- Schaefer, Oda (1900–1988), deutsch-baltische Schriftstellerin und Journalistin
- Schaefer, Paul von (1857–1924), württembergischer General der Infanterie im Ersten Weltkrieg
- Schaefer, Peter (* 1977), kanadischer Eishockeyspieler und -trainer
- Schaefer, Philipp (1885–1952), deutscher Architekt
- Schaefer, Reinhard (* 1928), deutscher Arzt und ehemaliger Militärarzt
- Schaefer, Roberto, US-amerikanischer Kameramann
- Schaefer, Rudolf (1896–1979), deutscher Mediziner
- Schaefer, Sebastian (* 1977), deutscher Schriftsteller
- Schaefer, Susanne (* 1950), deutsche Schauspielerin
- Schaefer, Theodor (1904–1969), tschechischer Komponist und Musikpädagoge
- Schaefer, Udo (1926–2019), deutscher Jurist und Bahai-Theologe
- Schaefer, Ulfried (* 1942), deutscher Germanist (Literaturwissenschaftler), Dichter, Schriftsteller und Herausgeber
- Schaefer, Ulrich (1922–1990), deutscher Anthropologe
- Schaefer, Ulrich W. (1938–2002), deutscher Internist und Krebsforscher auf dem Gebiet der Stammzelltransplantation
- Schaefer, Ursula (1947–2022), deutsche Anglistin und Linguistin
- Schaefer, Valentin (1887–1952), deutscher Polizist und Politiker (Zentrum, CDU), MdL
- Schaefer, Vanessa (* 2005), schweizerisch-kanadische Eishockeyspielerin
- Schaefer, Vincent Joseph (1906–1993), US-amerikanischer Chemiker und Meteorologe
- Schaefer, Walter (1909–1980), deutscher Verwaltungsjurist
- Schaefer, Wilhelm (1835–1908), deutsch-schweizerischer Schriftsteller
- Schaefer, William Donald (1921–2011), US-amerikanischer Politiker, Gouverneur von Maryland
- Schaefer, Wolfgang (1934–2003), deutscher Politiker (SPD), MdL
- Schaefer-Ast, Albert (1890–1951), deutscher Zeichner und Karikaturist
- Schaefer-Kehnert, Walter (1918–2006), deutscher Landwirt und Offizier
- Schaefer-Rolffs, Gerd (1909–1986), deutscher Ingenieur und Korporationsfunktionär
- Schaefer-Wiery, Susanne (* 1960), österreichische Politikerin (SPÖ) und seit 2013 Bezirksvorsteherin des 5. Wiener Gemeindebezirks Margareten
- Schaefermeyer, Jens (* 1975), deutscher Basketballspieler
- Schaeff-Scheefen, Georg Harro (1903–1984), deutscher Schriftsteller, Heimatdichter, Publizist und Gründungsvorsitzender des Autorenverbandes Franken
- Schaeffer von Wienwald, August (1833–1916), österreichischer Maler und Direktor des späteren Kunsthistorischen Hofmuseums
- Schaeffer, Albert (1907–1957), US-amerikanischer Mathematiker
- Schaeffer, Albrecht (1885–1950), deutscher Schriftsteller
- Schaeffer, Asa Arthur (1883–1980), US-amerikanischer Protozoologe
- Schaeffer, Bobb (1913–2004), US-amerikanischer Paläontologe
- Schaeffer, Bogusław (1929–2019), polnischer Komponist, Musikwissenschaftler und -pädagoge
- Schaeffer, Chester W. (1902–1992), US-amerikanischer Filmeditor
- Schaeffer, Christian K. (* 1966), deutscher SchauspielerChristian K. Schaeffer (* 1966)

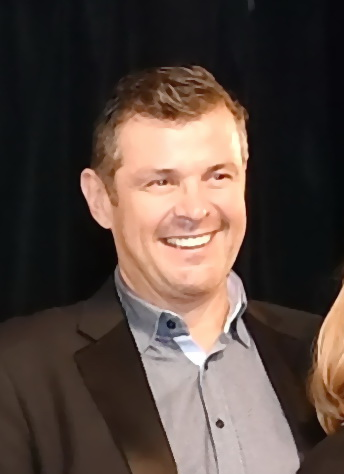
Christian K. Schaeffer (* 1966)

- Schaeffer, Claude Frédéric-Armand (1898–1982), französischer Archäologe
- Schaeffer, Dietrich (1933–2010), deutscher Politiker (SPD), MdA und Gewerkschafter, Mitglied des Abgeordnetenhauses von Berlin (1975–1979)
- Schaeffer, Doris (* 1953), deutsche Pflege- und Gesundheitswissenschaftlerin
- Schaeffer, Emil (1874–1944), österreichischer Kunsthistoriker
- Schaeffer, Eric (* 1962), US-amerikanischer Schauspieler, Regisseur, Filmproduzent und Drehbuchautor
- Schaeffer, Francis (1912–1984), US-amerikanischer protestantischer Theologe und evangelikaler Autor
- Schaeffer, Frank (* 1952), US-amerikanischer Drehbuchschreiber, Autor, Regisseur, Maler und Redner
- Schaeffer, Franz (1582–1666), deutscher Zisterzienserabt
- Schaeffer, Friedrich Wilhelm von (1839–1916), preußischer Generalmajor und Kommandeur der 59. Infanterie-Brigade
- Schaeffer, Gertrud (1892–1960), deutsche Malerin und Grafikerin
- Schaeffer, Gilles, französischer Mathematiker
- Schaeffer, Hermann (1824–1900), deutscher Hochschullehrer, Professor für Physik, Mathematik und Astronomie
- Schaeffer, Ilse (1899–1972), deutsche Bildhauerin und Widerstandskämpferin
- Schaeffer, Jac (* 1978), US-amerikanische Drehbuchautorin, Filmproduzentin und RegisseurinJac Schaeffer (* 1978)

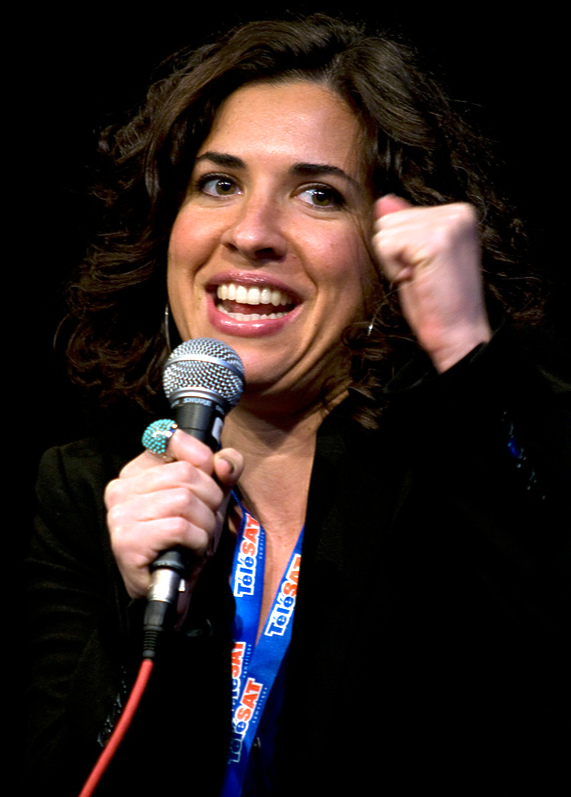
Jac Schaeffer (* 1978)

- Schaeffer, Jean-Marie (* 1952), französischer Philosoph und Hochschullehrer
- Schaeffer, Johann Gottlieb (1720–1795), deutscher Arzt
- Schaeffer, Jonathan (* 1957), kanadischer Informatikprofessor; Autor des weltstärksten Programms für das Brettspiel Dame
- Schaeffer, Karl August von (1745–1827), preußischer Generalmajor
- Schaeffer, Lawrence (* 1947), kanadischer Agrarwissenschaftler, Tierzüchter und emeritierter Hochschullehrer
- Schaeffer, Max Pierre (1928–2000), deutscher Schriftsteller und Drehbuchautor bei Film und Fernsehen
- Schaeffer, Myron (1908–1965), US-amerikanischer Komponist, Musikwissenschaftler und Musikpädagoge
- Schaeffer, Norbert (1949–2020), deutscher Hörspielautor und -regisseur
- Schaeffer, Philipp (1894–1943), deutscher Orientalist und Widerstandskämpfer
- Schaeffer, Pierre (1910–1995), französischer Komponist
- Schaeffer, Rebecca (1967–1989), US-amerikanische Filmschauspielerin und Fotomodell
- Schaeffer, Roland (* 1950), deutscher MusikerRoland Schaeffer (* 1950)

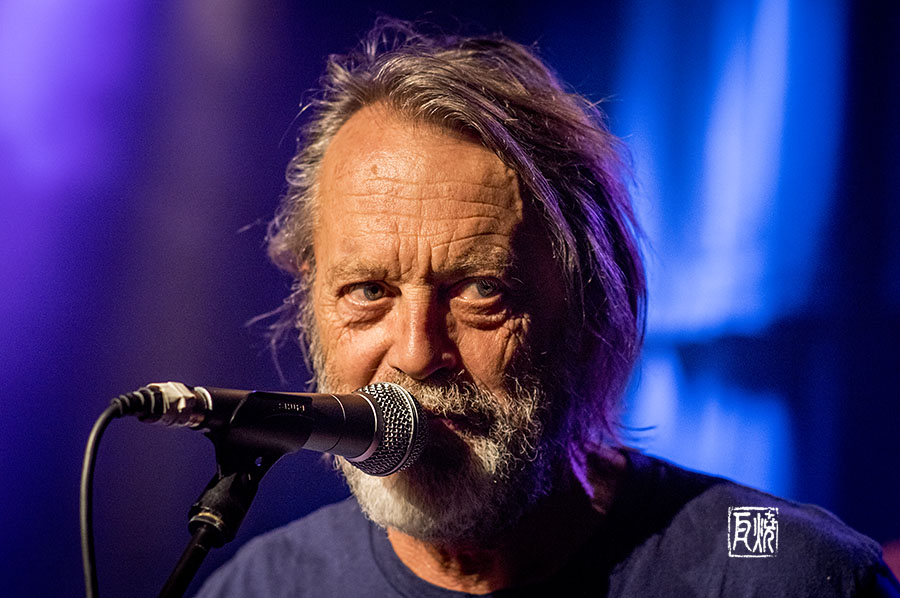
Roland Schaeffer (* 1950)

- Schaeffer, Ute (* 1968), deutsche Journalistin
- Schaeffer, Walter (1883–1968), deutscher Politiker (DNVP), MdR
- Schaeffer, Wolfgang (* 2009), US-amerikanischer Schauspieler
- Schaeffer-Hegel, Barbara (* 1936), deutsche Pädagogin und Hochschullehrer, Professorin für Erziehungswissenschaften
- Schaeffer-Heyrothsberge, Paul (1891–1962), deutscher Architekt
- Schaeffer-Voit, Ludwig von (1819–1887), Zeitschriftenverleger in Berlin
- Schaeffers, Peter (1911–1970), deutscher Librettist, Musikverleger und Filmproduzent
- Schaeffers, Willi (1884–1962), deutscher Kabarettist und Schauspieler
- Schaeffler, Georg (1917–1996), deutscher Unternehmer
- Schaeffler, Georg Friedrich Wilhelm (* 1964), deutscher Wirtschaftsanwalt und Unternehmenserbe
- Schaeffler, Maria-Elisabeth (* 1941), deutsche Unternehmerin
- Schaeffler, Richard (1926–2019), deutscher Philosoph und Hochschullehrer
- Schaeffler, Wilhelm (1908–1981), deutscher Unternehmer
- Schaeffner, André (1895–1980), französischer Musikethnologe
- Schaeffner, Wilhelm (1815–1897), deutscher Jurist
- Schaefgen, Jakob (1898–1967), deutscher Landrat
- Schaefler, Fritz (1888–1954), deutscher Maler und Grafiker des Expressionismus
- Schaefler, Joseph (1843–1891), deutscher Pfarrer und Politiker, MdR

### Schael
- Schael, Stefan (* 1961), deutscher Physiker
- Schael, Stefan (* 1965), deutscher Schauspieler, Sänger und Musiktherapeut
- Schaeler, Karl Wilhelm (1901–1986), deutscher Politiker (FDP)
- Schaelicke, Wilfried (1937–2018), deutscher Schauspieler, Synchron- und Hörspielsprecher
- Schaeling, Gustav (1928–2015), deutscher Banker und Unternehmer

### Schaep
- Schaeper, Philipp (1858–1926), deutscher Verwaltungsbeamter
- Schaeper, Philipp (* 1988), deutscher Jazzmusiker und Musikproduzent
- Schaepkens, Théodore (1810–1883), niederländischer Historienmaler, Radierer und Lithograf
- Schaepman, Andreas Ignatius (1815–1882), Erzbischof von Utrecht
- Schaepman, Michael (* 1966), schweizerisch-holländischer GeographMichael Schaepman (* 1966)

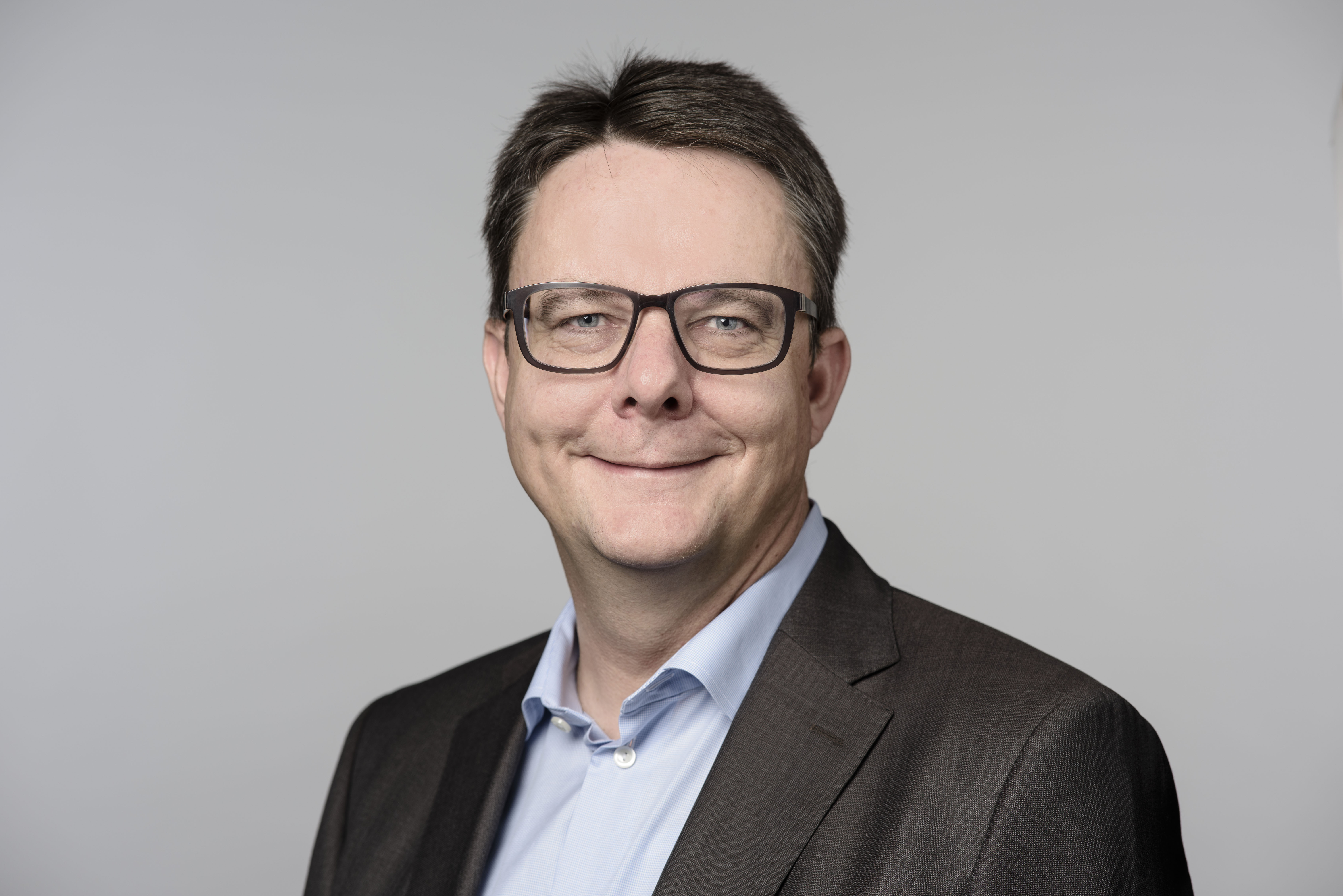
Michael Schaepman (* 1966)

- Schaeppi, Benno (1911–1988), deutscher Journalist und Schweizer Mitglied der Waffen-SS
- Schaeppi, Sophie (1852–1921), Schweizer Künstlerin
- Schaeppi, Ursula (* 1940), Schweizer Schauspielerin und Komikerin

### Schaer
- Schaer, Adolf (1853–1927), preußischer Offizier, zuletzt Generalleutnant
- Schaer-Born, Dori (* 1942), Schweizer Politikerin (SP)
- Schaer-Krause, Ida (1877–1957), Schweizer Bildhauerin
- Schaeren, Georges (1882–1958), Schweizer Unternehmer
- Schaeren-Wiemers, Nicole (* 1962), schweizerische Neurobiologin
- Schaerer, Andreas (* 1976), Schweizer Jazzsänger
- Schaerer, Daniel (* 1985), US-amerikanisch-schweizerischer Leichtathlet
- Schaerer, Eduardo (1873–1941), paraguayischer Präsident
- Schaerer, Larissa (* 1975), paraguayische Tennisspielerin
- Schaerer, Michael (* 1975), Schweizer Filmeditor und FilmregisseurMichael Schaerer (* 1975)

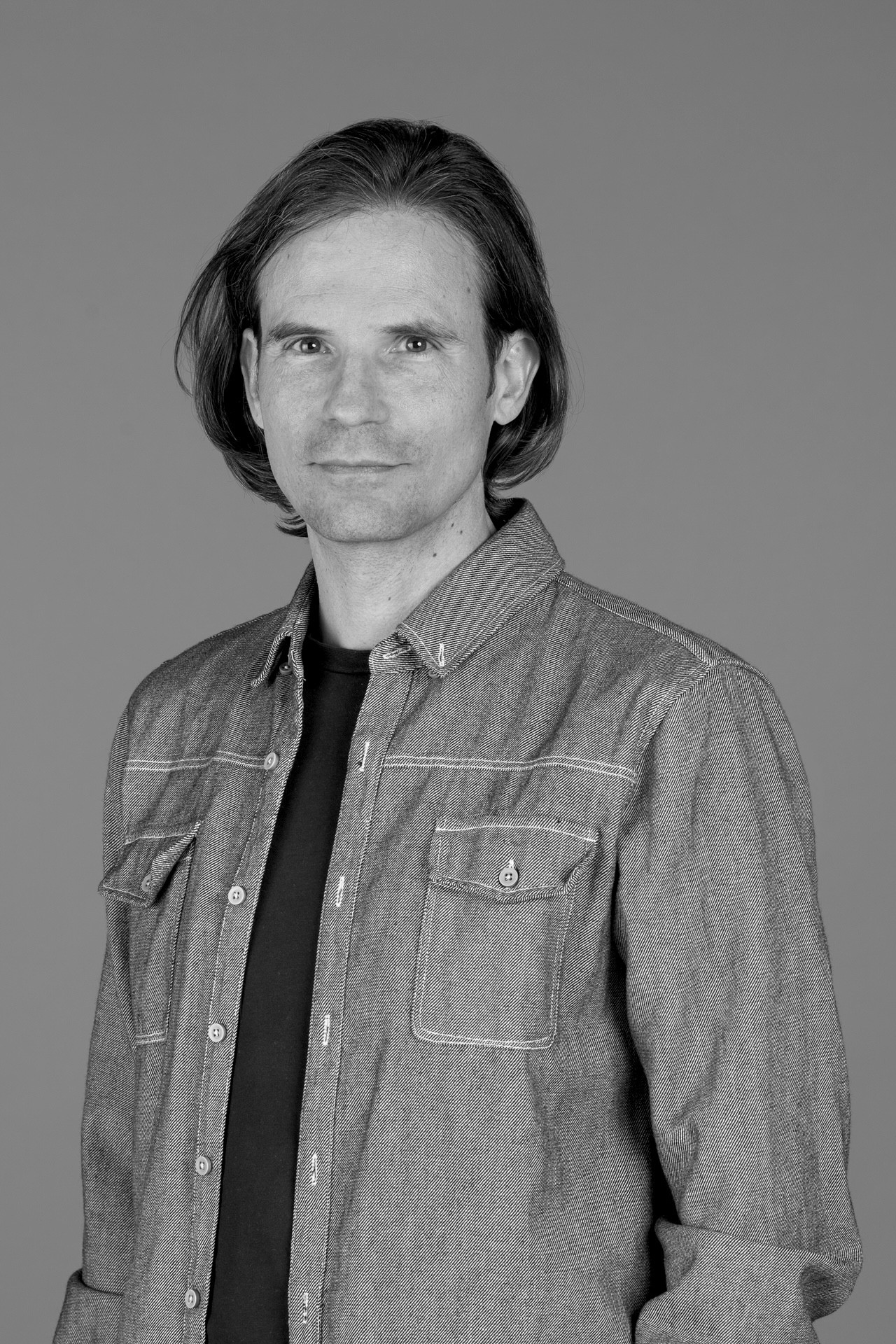
Michael Schaerer (* 1975)

- Schaerer, Philipp (* 1972), Schweizer Künstler
- Schaerer, Santiago (1834–1895), Schweizer Kaufmann, Kolonisator und Siedler in Südamerika
- Schaerf, Eran (* 1962), israelisch-deutscher Künstler, Autor, Hörspielmacher und Filmemacher
- Schaerf, Wolfram (1922–1992), deutscher Schauspieler, Regisseur und Synchronsprecher
- Schaeri, Re’uven (1903–1989), israelischer Politiker

### Schaes
- Schaesberg, August Joseph Maria von (1730–1801), Adeliger
- Schaesberg, Franz Ferdinand von (1733–1759), Domherr in Münster
- Schaesberg, Friedrich I. von, Adeliger
- Schaesberg, Friedrich II. von († 1619), Adeliger
- Schaesberg, Johann Friedrich von (1705–1775), Domherr in Hildesheim, Münster und Paderborn
- Schaesberg, Johann Sigismund von (1662–1718), Ritter des Malteserordens, Kommendator mehrerer Kommenden des Malteserordens und kurfürstlich-pfälzischer und spanischer Geheimrat
- Schaesberg, Johann von († 1579), Adeliger
- Schaesberg, Jorrys von († 1562), Adeliger
- Schaesberg, Karl Franz von (1734–1800), Domherr in Hildesheim, Münster und Paderborn
- Schaesberg, Rudolf von (1816–1881), deutscher Rittergutsbesitzer und Verwaltungsbeamter
- Schaesberg, Wilhelm IV. von, Adeliger
- Schaesberg-Tannheim, Richard von (1884–1953), deutscher Vielseitigkeitsreiter

### Schaet
- Schaettgen, Friedrich (1846–1911), deutscher Unternehmer und Politiker (Zentrum), MdR
- Schaetzel, Hermann von (1814–1892), preußischer Generalmajor und Direktor der Gewehrfabrik in Spandau
- Schaetzing, Eberhard (1905–1989), deutscher Gynäkologe und Psychoanalytiker
- Schaetzler, Fritz (1898–1994), deutscher Sänger in der Stimmlage Bariton

### Schaeu
- Schaeuble, Johann (1904–1968), deutscher Anthropologe, Erbbiologe und Hochschullehrer
- Schaeuffelen, Gustav (1798–1848), Papierfabrikant in Heilbronn

### Schaev
- Schaeven, Peter (1885–1958), deutscher Politiker (Zentrum, CDU), MdL
- Schaevius, Heinrich (1624–1661), deutscher Gymnasiallehrer und Dichter
- Schaevius, Johann (1680–1743), deutscher Jurist und Syndicus der Hansestadt Lübeck
- Schaevius, Johann Friedrich (1715–1766), Jurist und Ratsherr der Hansestadt Lübeck

### Schaew
- Schaewen, Deidi von (* 1941), deutsche Architekturfotografin
- Schaewen, Richard von (1869–1952), deutscher Ministerialbeamter

### Schaez
- Schaezler, Emilie (1802–1852), deutsche Philanthropin und Stifterin
- Schaezler, Ferdinand Benedikt von (1795–1856), deutscher Bankier und Unternehmer
- Schaezler, Johann Lorenz von (1762–1826), deutscher Unternehmer und Bankier
- Schaezler, Konstantin von (1827–1880), deutscher katholischer Theologe
- Schaezler, Ludwig Karl von (1800–1861), deutscher Bankier
- Schaezler, Wolfgang von (1880–1967), deutscher Jurist und Gutsverwalter